# Ruska Wieś (Kępie Zaleszańskie)
Ruska Wieś – część wsi Kępie Zaleszańskie w Polsce, położona w województwie podkarpackim, w powiecie stalowowolskim, w gminie Zaleszany.
W latach 1975–1998 Ruska Wieś należała administracyjnie do województwa tarnobrzeskiego.